# Stawros Wasilandonopulos
Stawros Wasilandonopulos (gr. Σταύρος Βασιλαντωνόπουλος, ur. 28 stycznia 1992 w Ejo) – grecki piłkarz występujący na pozycji obrońcy w AEK Ateny.

## Kariera klubowa
Grę w piłkę nożną rozpoczął w wieku 10 lat w amatorskim klubie Anagennisi/Aias Sympoliteia. Następnie trenował w Thyelli Ejo (2007–2009) oraz Panejaliosie JS (2009–2012). W 2012 roku rozpoczął karierę na poziomie seniorskim w Panachaiki GE (Football League). W latach 2014–2015 był graczem Apollonu Smyrnis. W 2015 roku podpisał kontrakt z AEK Ateny, skąd był wypożyczany do PAE Werii, PAS Lamii 1964 oraz Górnika Zabrze.

## Statystyki
| Klub                  | Sezon              | Liga               | Liga  | Liga | Puchary krajowe | Puchary krajowe | Puchary europejskie | Puchary europejskie | Inne  | Inne | Łącznie | Łącznie |
| Klub                  | Sezon              | Nazwa ligi         | Mecze | Gole | Mecze           | Gole            | Mecze               | Gole                | Mecze | Gole | Mecze   | Gole    |
| --------------------- | ------------------ | ------------------ | ----- | ---- | --------------- | --------------- | ------------------- | ------------------- | ----- | ---- | ------- | ------- |
| Panachaiki GE         | 2012/13            | Football League    | 33    | 2    | 2               | 0               | —                   | —                   | —     | —    | 35      | 2       |
| Panachaiki GE         | 2013/14            | Football League    | 17    | 0    | 0               | 0               | —                   | —                   | —     | —    | 17      | 0       |
| Panachaiki GE         | Łącznie            | Łącznie            | 50    | 2    | 2               | 0               | —                   | —                   | —     | —    | 52      | 2       |
| Apollon Smyrnis       | 2014/15            | Football League    | 17    | 0    | 6               | 0               | —                   | —                   | —     | —    | 23      | 0       |
| AEK Ateny             | 2015/16            | Superleague Ellada | 2     | 0    | 1               | 0               | —                   | —                   | —     | —    | 3       | 0       |
| AEK Ateny             | 2019/20            | Superleague Ellada | 2     | 0    | 1               | 0               | —                   | —                   | —     | —    | 3       | 0       |
| AEK Ateny             | 2020/21            | Superleague Ellada | 5     | 0    | 0               | 0               | 8                   | 1                   | —     | —    | 13      | 1       |
| AEK Ateny             | Łącznie            | Łącznie            | 9     | 0    | 2               | 0               | 8                   | 1                   | —     | —    | 19      | 1       |
| PAE Weria (wyp.)      | 2016/17            | Superleague Ellada | 28    | 0    | 3               | 0               | —                   | —                   | —     | —    | 31      | 0       |
| PAS Lamia 1964 (wyp.) | 2017/18            | Superleague Ellada | 29    | 2    | 5               | 0               | —                   | —                   | —     | —    | 34      | 2       |
| PAS Lamia 1964 (wyp.) | 2018/19            | Superleague Ellada | 25    | 0    | 8               | 1               | —                   | —                   | —     | —    | 33      | 1       |
| PAS Lamia 1964 (wyp.) | Łącznie            | Łącznie            | 54    | 2    | 13              | 1               | —                   | —                   | —     | —    | 67      | 3       |
| Górnik Zabrze (wyp.)  | 2019/20            | Ekstraklasa        | 11    | 2    | —               | —               | —                   | —                   | —     | —    | 11      | 2       |
| Łącznie w karierze    | Łącznie w karierze | Łącznie w karierze | 169   | 6    | 26              | 1               | 8                   | 1                   | 0     | 0    | 203     | 8       |

## Sukcesy
AEK Ateny
- Puchar Grecji: 2015/16